# Phrissoma crispum
Phrissoma crispum är en skalbaggsart som först beskrevs av Johan Christian Fabricius 1776.
Phrissoma crispum ingår i släktet Phrissoma och familjen långhorningar. Inga underarter finns listade i Catalogue of Life.